# حسن فرحان
حسن فرحان (29 يونيو 1953 - ) لاعب كرة قدم عراقي سابق. كان يلعب في مركز الدفاع. لعب كامل مسيرته الكروية فريق مع الجيش العراقي، حيث فاز بالدوري الوطني العراقي 1983-84.

## المشاركات الدولية
لعب أول مباراة دولية له ضد الجزائر في كأس الأمم الفلسطينية 1973. وفاز بكأس العالم العسكرية لكرة القدم مرتين عام 1977 في دمشق و 1979 في الكويت ، وكأس الخليج العربي الخامس في بغداد ، وسجل في المباراة النهائية للمجموعة ضد السعودية. بالإضافة إلى ذلك ، كان قائد منتخب بلاده خلال دورة الألعاب الأولمبية الصيفية لعام 1980. 

## روابط خارجية
- حسن فرحان على موقع ناشيونال فوتبول تيمز (الإنجليزية)
- حسن فرحان على موقع عالم كرة القدم.نت (الإنجليزية)
- حسن فرحان على موقع أوليمبيديا (الإنجليزية)